# Андрійчук Кесар Омелянович
Ке́сар Омеля́нович Андрійчу́к (* 9 (22) березня 1907, село Латанці Брацлавського повіту Подільської губернії, нині в складі села Тростянець Тиврівського району Вінницької області — † 7 серпня 1958, смт Тиврів Вінницької області) — український поет. Псевдоніми: К. Бубела, Видючий. Жертва Сталінських репресій

## Біографія

### Початок шляху
Майбутній поет народився в багатодітній сім'ї селянина-бідняка. 1923 року, закінчивши єдину трудову школу в рідному селі, вступив до Вороновицького технічного училища, де за рік опанував ремесло столяра. У Вороновиці прилучився до громадської роботи: був секретарем комнезаму, завідувачем хати-читальні, сількором вінницької окружної газети «Червоний край».
1924 року з путівкою комнезаму вирушив у Вінницю, де був слухачем трирічних педагогічних курсів імені Івана Франка. Там познайомився та подружився з поетом-байкарем Микитою Годованцем.
1927 року вступив на літературний факультет Одеського інституту народної освіти. Навчаючись в Одесі, відвідував загальноміське літературне об'єднання, де починали творчий шлях Степан Олійник, Сава Голованівський, Степан Крижанівський, Олег Килимник, Володимир Іванович та інші українські письменники.
1931 року, закінчивши інститут, Андрійчук влаштувався на роботу в Тиврівську школу. Тут він відразу організував для учнів літературний гурток, згодом влаштував для селян великий вечір із читанням творів — як власних (із першої збірки «На зламі»), так і школярів-початківців.
Поет багато писав, друкувався у центральній пресі, 1932 року подав до видавництва рукопис другої збірки, а ще через два роки — третьої.
1935 року Андрійчука прийняли до Спілки письменників України, а обком комсомолу відкликав його з Тиврова до Вінниці та призначив завідувачем відділу літератури й мистецтва газети «Молодий більшовик». Ще через два роки Вінницький обком КП(б)У направив Андрійчука на нову роботу — завідувати відділом у краєзнавчому музеї.

### Вирвані роки
8 вересня 1937 року Андрійчука було заарештовано органами НКВС Вінницької області. Перший допит проведено тільки 17 листопада. За тиждень після першого допиту був готовий обвинувальний висновок. Уся вина поета, якщо вірити написаному, полягала в тому, що він організував у школі літературний гурток, на якому виховував шкільну молодь «в антирадянському шовіністичному дусі». Другим пунктом обвинувачення була організація літературного вечора — на ньому поет зачитував вірші з книги «На зламі», котра, виявляється, була «ідеологічно шкідливою». Третій пункт: обвинувачений нібито висловлював своє незадоволення політикою партії на селі. Постановою трійки УНКВС по Вінницькій області Андрійчука засудили на 10 років позбавлення волі у виправно-трудових таборах.
Не вбачаючи за собою жодного злочину, Андрійчук починає важку та безрезультатну боротьбу за реабілітацію. 1939 року йому вдається добитися додаткового вивчення матеріалів справи та допиту додаткових свідків, але наслідків це не дає. Вдруге матеріали справи за його скаргою вивчаються 1946 року, але помічник прокурора Вінницької області зі спецсправ Степанида Пожарук підписує резолюцію: «Залишити без задоволення».
Тільки 8 вересня 1947 року, по відбутті строку покарання, Андрійчук був звільнений з-під варти без будь-яких пояснень і вибачень. Але з приписом: оселитися в селі Малопіщанка Маріїнського району Кемеровської області.
Від грудня 1947 року до квітня 1951 року Андрійчук викладав у місцевій школі російську мову й літературу. Продовжувати творчу роботу виявилося справою безперспективною, оскільки про друкування його віршів не могло бути й мови.

### Повернення
Тільки 1956 року, після численних скарг, органами прокуратури було призначено нове розслідування справи Андрійчука, в процесі якого встановлено, що всі без винятку звинувачення 1937 року були вигадані й нічим не підтверджені. За протестом прокурора Вінницький обласний суд 15 березня 1956 року постанову Особливої наради при НКВС від 26 листопада 1937 року скасував і справу припинив.
Після громадянської реабілітації Андрійчука поновили у рядах членів Спілки письменників України, в яку його прийняли кандидатом ще 1934 року. Останні роки життя провів на батьківщині: працював педагогом Тиврівської середньої школи, зрідка друкуючись у періодиці.
Збираючись навесні 1958 року до Будинку творчості СПУ в Ірпені, Андрійчук при медичному огляді дізнався про загрозливий діагноз. Організм, надламаний таборами та суворим забайкальським кліматом, із хворобою не впорався — через кілька місяців (7 серпня 1958 року) поет помер.
Одну з вулиць села Тростянець названо іменем Кесаря Андрійчука.

## Творчість
Літературну діяльність розпочав у січні 1927 року, коли в «Червоному степу» (Одеса) вперше було надруковано його вірш — «21-ше січня», присвячений пам'яті Леніна. Потім вірші, новели, рецензії регулярно з'являлися на сторінках одеських видань «Чорноморська комуна», «Молода гвардія», «Блиски», «Металеві дні», а також «Зоря» (Дніпропетровськ), «Літературний додаток» (Житомир).
1927 року став членом Всеукраїнської спілки пролетарських письменників. 1931 року в харківському видавництві «ЛіМ» («Література і мистецтво») видрукувано першу збірку поезій Андрійчука «На зламі». Називаючи так збірку, поет мав на увазі, звичайно ж, злам старого «капіталістичного» укладу життя з його «буржуазною» культурою та будівництво на руїнах нового — комуністичного — майбуття. І естетичний пафос книжки, і типове для доби коло тем цілковито вкладалися в таке витлумачення.
Щирий пафос будівництва нового світу та заперечення старого, юний романтичний порив у незвідане, експресивна імпресіоністична поетика, що утвердила себе в літературі на початку 1920-х, і навіть спроби примирити «реакційний» ліричний пейзаж з урбаністичними виробничими ритмами — все це було у віршах Андрійчука:
Бунтарять дні…
Вогні над містом.
Цвітуть серця мільйонних мас,
а сонце — жменями намисто,
а сонце — ранковий сурмач.
Але водночас із цим у віршах поета — обов'язкова данина темам громадянським: вселенський сум після смерті Леніна, оспівування міці червоного військового флоту тощо.
1935 року Андрійчук став членом новоствореної Спілки письменників України. Поет підготував до друку другу та третю збірки, але через арешт Андрійчука вони не побачили світу.
Після реабілітації Андрійчука поновили в Спілці письменників, він повернувся до творчої праці, намагався надолужити прогаяне. 1958 року нарешті вийшла його друга поетична книжка, названа «Подільська сторона». Однак через ранню смерть поета підсумком його творчості так і залишилися дві книжки та ще низка публікацій, розпорошених у періодиці та досі не зібраних у книгу.

## Видані збірки
- На зламі: Поезії (Харків, 1931).
- Вибране (Київ, 1957).
- Подільська сторона (Київ, 1958).
- Ловись, рибко: Збірка сатиричних творів (Київ, 1963).